# Acanthostigmella genuflexa
Acanthostigmella genuflexa är en svampart som beskrevs av Höhn. 1905. Acanthostigmella genuflexa ingår i släktet Acanthostigmella och familjen Tubeufiaceae.   Inga underarter finns listade i Catalogue of Life.